# کریم سعولا
کریم سعولا (انگلیسی: Karim Saoula؛ زادهٔ ۱۹ مهٔ ۱۹۷۵) بازیکن فوتبال اهل الجزایر بود.
از باشگاه‌هایی که در آن بازی کرده‌است می‌توان به باشگاه فوتبال اتحاد الجزایر، باشگاه فوتبال مولودیه وهران، و باشگاه فوتبال مولودیه الجزایر اشاره کرد.
وی همچنین در تیم ملی فوتبال الجزایر بازی کرده‌است.